# جغرافیای لبنان

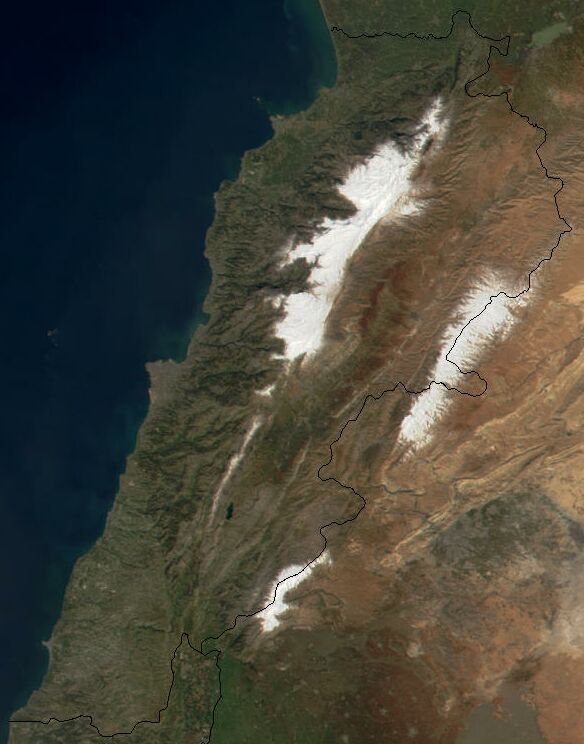

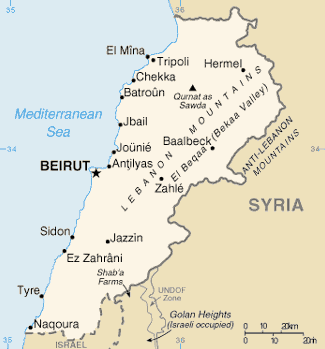

لبنان سرزمینی بلند و کوهستانی است که در کرانه شرقی دریای مدیترانه قرار دارد. کرانه‌های لبنان ۲۵۵ کیلومتر درازا دارد. رودخانه‌های مهم لبنان عبارت‌اند از: عاصی و لیطانی در دره سهل‌البقاع، و کلب. رشته‌کوه‌های لبنان عبارت‌اند از: رشته‌کوه‌های لبنان شرقی و رشته‌کوه‌های لبنان غربی که میان این دو رشته کوه، دره سهل‌البقاع قرار گرفته‌است.
لبنان به عنوان یک کشور خاورمیانه‌ای از غرب با دریای مدیترانه حدود ۲۲۵ مرز ساحلی دارد و از شمال و شرق با سوریه و از جنوب با فلسطین همسایه است.مرز لبنان با سوریه ۳۷۵ کیلومتر است و ۷۹ کیلومتر  مرز با فلسطین تا جنوب  قسمتی از مرز جنوبی لبنان که همچنان تحت اشغال اسرائیل است مزارع شبعا نام دارد.
لبنان یکی از کوچک‌ترین کشورهای دنیاست که مساحتی حدود ۱۰۴۵۲ کیلومتر مربع (۴۰۳۵ مایل مربع) دارد و از لحاظ بزرگی، رده ۱۶۶ را در بین کشورهای جهان داراست.. بسیاری از مناطق آن کوهستانی است به جز مناطق ساحلی کم عرض و دره بقاع که بخش مهمی از صنعت کشاورزی لبنان را تشکیل می‌دهد.

## اقلیم
سرزمین لبنان آب‌وهوای مدیترانه‌ای دارد، هوای سواحل در زمستان‌ها سرد و بارانی و در تابستان‌ها گرم و شرجی است. در نواحی بلندتر به ویژه کوهستان‌ها، زمستان‌ها با بارش برف همراه است و دمای هوا به زیر صفر می‌رسد. بخش‌های دیگر این کشور، تابستان‌های گرم و خشک دارد.
در مناطق ساحلی زمستانها کلاً سرد و بارانی و تابستانها گرم و مرطوب هستند. در مناطق مرتفع تر در طول زمستان دما به زیر صفر درجه می‌رسد. تابستان‌ها از سوی دیگر گرم و خشک هستند. اگر چه اکثر مناطق لبنان سالانه شاهد بارانهای بسیاری است (در مقایسه با مناطق خشک کنارش) ولی در مناطق خاصی در شمال شرق لبنان به دلیل وجود قله‌های مرتفع کوه‌های غرب که راه ابرهای بارانی به وجود آمده از مدیترانه را سد می‌کنند باران زیادی نمی‌بارد.
لبنان دارای جنگل‌های وسیع درختان سدر می‌باشد که سدر به نماد ملی لبنان نیز تبدیل شده‌است.

## تقسیمات کشوری لبنان

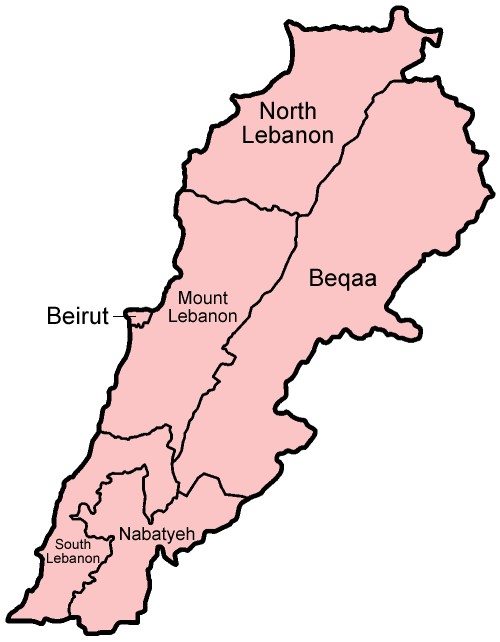

از آنجا که مردم لبنان در ۶۰ سال گذشته به شهرنشینی روی آورده‌اند، بیشتر جمعیت این کشور در شهرها یه ویژه در پایتخت آن بیروت و اطراف آن سکنی گزیده‌اند. بیش از نیمی از لبنانی‌ها در بیروت زندگی می‌کنند.
لبنان شامل ۶ استان و ۲۵ ناحیه است. نواحی خود به چندین منطقه تقسیم می‌شوند که این نواحی نیز شامل چندین شهر و روستا می‌باشند. استان‌های لبنان شامل استان بیروت (که تنها محدود به شهر بیروت می‌گردد)، استان بقاع (که شامل نواحی هرمل، بعلبک، زهله، بقاع غربی و رایشه می‌گردد)، ناحیه بعلبک و ناحیه هرمل در سال 2014 از استان بقاع جدا شد.
استان نبطیه (جبل عامل) که شامل نبطیه، حصبیه، مرجعیون و نبت جبیل می‌گردد، استان شمالی (الشمال) شامل ۷ ناحیه عکار، طرابلس، زغرتا، بشری، البترون، الکوره و المینیه دانیه می‌گردد، استان جنوبی (الجنوب) شامل صیدا، صور و جزین و استان جبل لبنان (جبل البنانیه) شامل جمیل، کسروان، المتن، بعبدا، عالیه، و الشموف می‌باشد.
لبنان از شش استان (به عربی: ألمحافظة) تشکیل شده‌است.هر استان توسط یک محافظ (فرماندار) اداره می شود.
- استان بیروت
- استان جبل لبنان
- استان شمالی لبنان
- استان بقاع
- استان نبطیه
- استان جنوبی لبنان [۱۴][۱۵]